# Pericoma triuncinatum
Pericoma triuncinatum är en tvåvingeart som beskrevs av Satchell 1950. Pericoma triuncinatum ingår i släktet Pericoma och familjen fjärilsmyggor. Inga underarter finns listade i Catalogue of Life.